# Dear Prince〜テニスの王子様達へ〜
「Dear Prince〜テニスの王子様達へ〜」（ディアプリンスてにすのおうじさまたちへ）は、イケメン侍のシングル。2008年4月23日にインデックスミュージックから発売された。

## 概要
- 作詞は、「テニスの王子様」の原作者である許斐剛。作曲は、SCRIPTの佐々木收。歌詞の一部がSCRIPTによる劇場版アニメ主題歌「青春グローリー」の歌詞を踏まえたものとなっている。また、歌詞を縦読みすると「ありがとテニプリ」になっている。
- 許斐剛命名のユニット・イケメン侍が歌う。メンバーは、越前リョーマ（声：皆川純子）、手塚国光（置鮎龍太郎）、跡部景吾（諏訪部順一）、幸村精市（永井幸子）、真田弦一郎（楠大典）、木手永四郎（新垣樽助）、白石蔵ノ介（細谷佳正）。キャラクターの詳細についてはテニスの王子様の登場人物を参照。
- 2008年3月3日に発売された『週刊少年ジャンプ』14号の「テニスの王子様」最終回にて、歌詞が掲載される。その時は、JASRAC申請中と書かれていた。
- 同年3月16日にパシフィコ横浜で開かれた「テニスの王子様 100曲マラソン」の記念曲でもあり、3月10日から着うたで先行配信された。これはイベントで来場者も歌えるようにとの配慮からで、「テニスの王子様」としては初めての配信楽曲となった。
- 「テニスの王子様OVA 全国大会篇 Final」のエンディングテーマになっている。

## 収録曲
1. Dear Prince〜テニスの王子様達へ〜 [5:34]
作詞：許斐剛、作曲：佐々木收、編曲：SCRIPT
2. Dear Prince〜テニスの王子様達へ〜（Original Karaoke）

## 解説
| 曲名                              | 詳細                                                                           |
| --------------------------------- | ------------------------------------------------------------------------------ |
| Dear Prince〜テニスの王子様達へ〜 | OVA『テニスの王子様OVA 全国大会篇』Final Vol.1〜Final Vol.3 エンディングテーマ |